# 上海浮生記
上海浮生記（上海バンスキング）是由日本松竹影片公司、世存制片社、朝日电视台於1984年聯合拍攝的一部彩色電影，該電影的編劇為田中陽造，導演為深作欣二，松坂慶子（饰玛多娜）、風間杜夫（饰波多野）、宇崎龍童（饰松本豆）、志穂美悦子（饰林殊丽）等人是該電影的主要演員。片中出現了日本對上海的轟炸、日本兵殺死中國人等镜头。片中還提到了一群日本爵士乐队队员於第二次世界大戰期間在中国的经历。